# Лига Ирске у рагбију тринаест
Лига Ирске у рагбију тринаест (енгл. All-Ireland Rugby League Championship) је први ниво домаћег, клупског такмичења у рагбију 13 на Смарагдном острву, у којој учествују рагби 13 клубови из Републике Ирске и Северне Ирске.
Такмичењем руководи рагби 13 федерација Ирске, а учествује укупно дванаест рагби 13 клубова. У лиги играју ирски рагбисти, католичке и протестантске вероисповести, а клубови су из четири покрајине, Манстер, Ленстер, Алстер и Конот. 
Највеће успехе до сада су забележили Трити сити тајтенси, који су освојили осам титула првака Ирске у рагбију 13.

## Историја
Ирци су почели да играју рагби лигу 1934. 
Рагби 13 репрезентација Ирске је 12. на светској ранг листи, четири пута је учествовала на Светском првенству, а два пута направила успех, прошла групну фазу и стигла до четвртфинала. 
Ирска репрезентација је и учесник Европског првенства у рагбију тринаест.

### Списак шампиона Ирске у рагбију 13
- 1997. Даблин блуз
- 1998. Нортсајд сеинтс
- 1999. Даблин блуз
- 2000. Чурчтаун вориорс
- 2001. Корк булс
- 2002. Даблин сити егзајлс
- 2003. Даблин сити егзајлс
- 2004. Клонтарф булс
- 2005. Трити сити тајтенс
- 2006. Трити сити тајтенс
- 2007. Трити сити тајтенс
- 2008. Керлов крусејдерс
- 2009. Трити сити тајтенс

- 2010. Трити сити тајтенс
- 2011. Трити сити тајтенс
- 2012. Норт Брисел горилас
- 2013. Трити сити тајтенс
- 2014. Барнхел бачерс
- 2015. Трити сити тајтенс
- 2016. Гелвеј трабсмен
- 2017. Лонгхорнс
- 2018. Лонгхорнс
- 2019. Лонгхорнс
- 2020. Лонгхорнс

### Табела шампиона Ирске у рагбију 13
- Трити сити тајтенс - 8 титула шампиона Ирске у рагбију 13
- Лонгхорн - 4
- Даблин блуз - 2
- Даблин сити егзајлс - 2
- Нортсајд сеинтс - 1
- Чурчтаун - 1
- Корк булс - 1
- Клонтарф булс - 1
- Керлов крусејдерс - 1
- Каунтри каубојс - 1
- Барнхел бачерс - 1
- Гелвеј - 1

## Тимови учесници
- Вотерфорд вајкингс
- Белфаст мит сколарс
- Белфаст иглс
- Корк булс
- Даблин сити егзајлс
- Гелвеј трајбсмен
- Лонгхорн
- Белфаст стегс
- Портдаун пумас
- Ети шаркс
- Трити сити тајтенс
- Белифермот берс